# Duart Castle

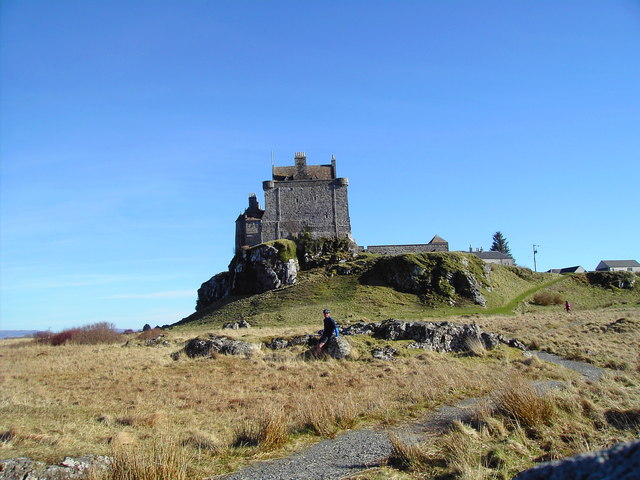
Ansicht von Norden. Erkennbar ist die Lage auf dem Felssockel und rechts vom Wohnturm die äußeren Mauern.

Duart Castle (schottisch-gälisch: Caisteal Dhubhairt) ist eine Burganlage am Ostufer der Insel Mull in der Region Argyll and Bute in Schottland. In unmittelbarer Nähe, auf der anderen Seite einer kleinen Bucht, liegt das früher unter anderem auch als Duart House bezeichnete Torosay Castle. Die Burganlage wurde 1971 in die schottischen Denkmallisten in der Kategorie A aufgenommen.

## Lage
Duart Castle steht auf einer felsigen kleinen Halbinsel unmittelbar am Sound of Mull, dem Loch Linnhe und dem Firth of Lorn ungefähr 3 km östlich des Orts Craignure. In Sichtweite befinden sich weitere Burgen entlang der Küsten von Mull und Morvern wie Dunstaffnage, Aros, Dunollie und Ardtornish. Von der Position der Burg lässt sich eine der wichtigsten Wasserstraßen an der schottischen Westküste überwachen.

## Geschichte
Das Gebäude wird in seinen ältesten Teilen anhand der Baumerkmale auf das 13. Jahrhundert datiert, eindeutige Belege dazu gibt es aber nicht. Zunächst lag die Burg auf dem Land des Clans Mackinnon, der sie jedoch an den Clan MacDonald verlor.  Bald danach wurde die Burg der Hauptsitz der MacLeans und wird 1390 als Mitgift der Ehefrau des damaligen Clanchefs Lachlan Lubanach Maclean schriftlich erwähnt. Aus dieser Zeit stammt auch der große Wohnturm, der eine Erweiterung der ältesten Teile nach Nordwesten darstellt. Man nimmt an, dass die Vergrößerung erfolgte, nachdem der Clan MacLean in den Besitz der Anlage gekommen war.
Ungefähr in der Mitte des 17. Jahrhunderts wurde das große Wohnhaus ergänzt und in den folgenden Jahrhunderten mehrfach umgebaut.
Während des Aufstandes der Jakobiten gehörte der Clan MacLean zu deren Unterstützern, und im Krieg der drei Königreiche zu den Royalisten. Während dieser Phase belagerten Truppen Cromwells zwei Mal die Festung. Sie verloren bei der zweiten Belagerung drei Schiffe, von denen eines heute als Wrack in den Gewässern vor der Burg auffindbar ist. Die Anlage ging 1674 in den Besitz des Herzogs von Argyll über. Nach dem Ende der Kriege wurde auf der beschädigten Burg eine kleine englische Garnison stationiert,  die Burg jedoch nicht wieder vollständig instand gesetzt, so dass sie bereits 1748 als "ohne Dächer und verlassen" bezeichnet wird. Sie verfiel weiter bis zum Beginn des 20. Jahrhunderts, als die Ruine von den MacLeans zurückgekauft und Sir Fitzroy MacLean, 26. Chief des Clans, diese ab 1911 nach Plänen des schottischen Architekten John James Burnet (1857–1938) restaurieren ließ.

## Architektur
Der Wohnturm nimmt die gesamte Nordwestseite ein und gehört zu den ältesten Teilen der Burg. Er ist drei Stockwerke hoch und bot im Inneren ausreichend Platz für Wohn- und Repräsentationsräume. Den ersten Stock nimmt die Haupthalle mit einer großen Feuerstelle ein.
Die Mauern an den restlichen Seiten der Anlage sind wahrscheinlich älter als der Wohnturm. Der Eingang zum Burghof liegt etwas über dem Umgebungsniveau an der südwestlichen Mauer und ist heute über eine Treppe erreichbar.
Das zweistöckige Wohnhaus mit seinem L-förmigen Grundriss und seiner großen Wendeltreppe wurde in der östlichen Ecke des Burghofes unmittelbar an die alten Mauern angebaut. Um Fensteröffnungen zu schaffen, mussten die Burgmauern durchbrochen werden. Bauzeit und Bauherr lassen sich aufgrund der Inschrift "SAM 1653" über dem Nordosteingang erschließen.
An einer Stelle des Mauerwerks fand sich eine stark verwitterte Sheela-na-Gig.

## Die Burg heute
Die Anlage war mehrfach Drehort für Filme, so für Ich weiß wohin ich gehe, für Das Mörderschiff und für Verlockende Falle.
Im Jahre 2013 kam es durch eindringendes Wasser zu schweren Schäden am Bauwerk, die eine grundlegende Renovierung erforderlich machen, für die öffentliche Gelder beantragt wurden und für die der Clan MacLean eine umfangreiche Spendenkampagne gestartet hat.
Das Schloss kann besichtigt werden und bietet unter anderem eine Ausstellung zur Geschichte der MacLeans. In den Wirtschaftsgebäuden befindet sich ein Café.

## Fotos

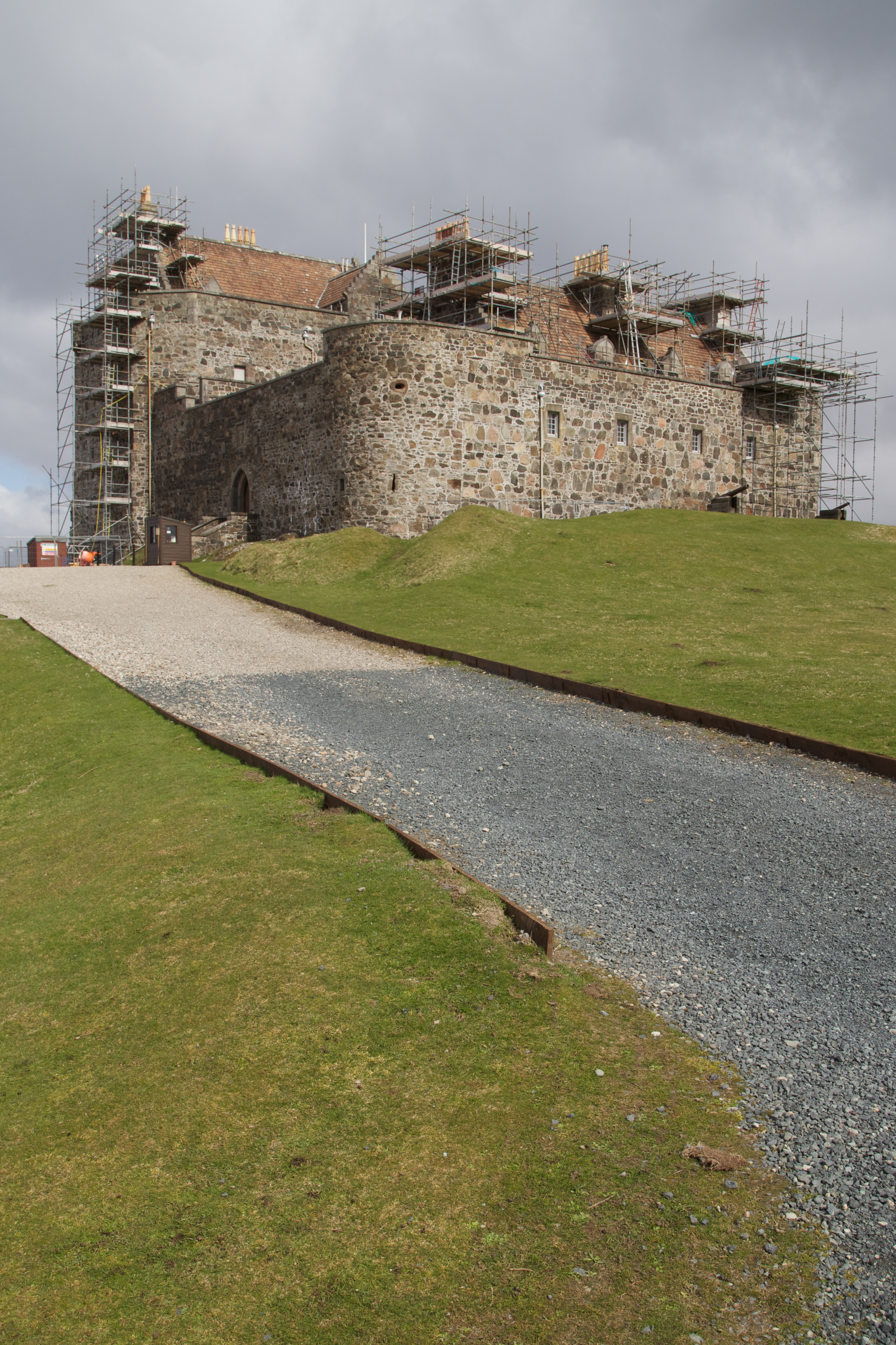
Ansicht von der Landseite während der Instandsetzung 2016
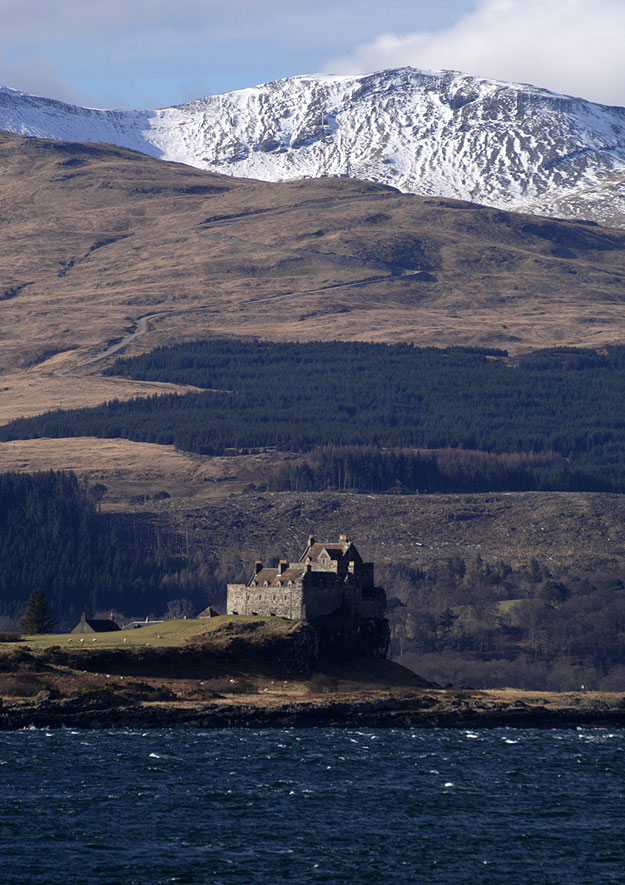
Ansicht von der Wasserseite mit den Bergen von Mull im Hintergrund
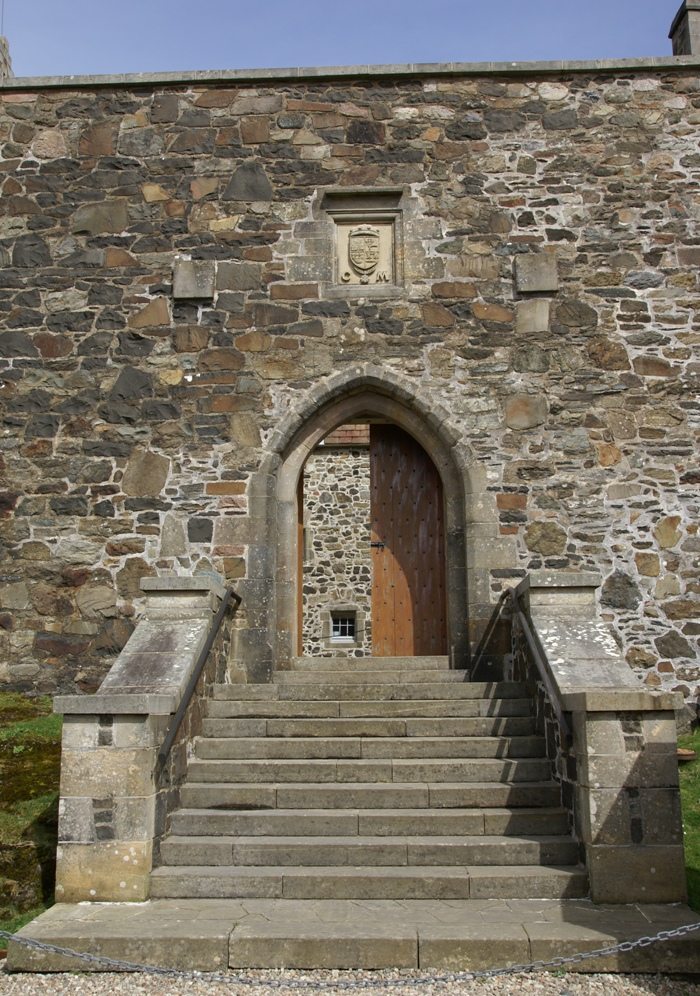
Haupteingang
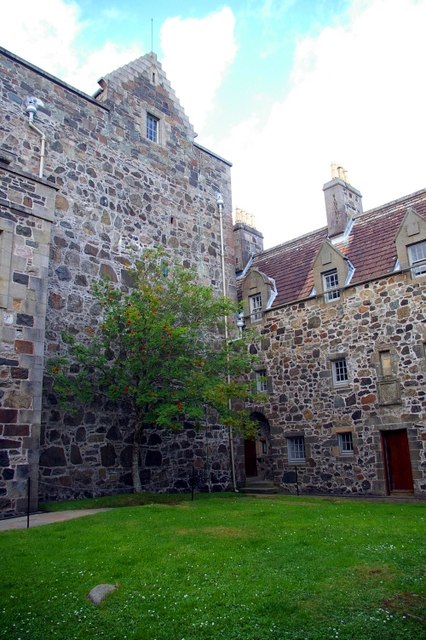
Innenhof
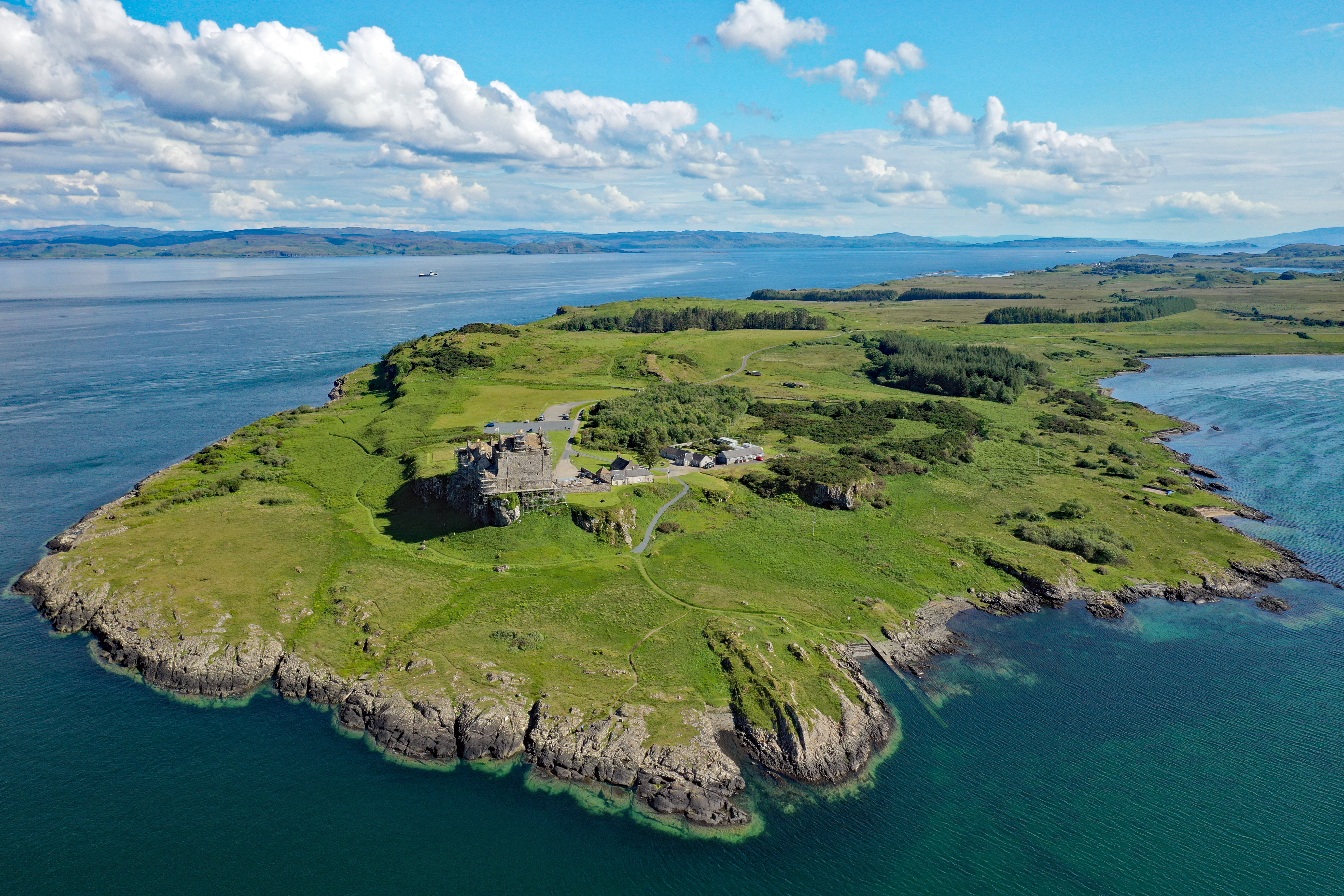
Halbinsel aus der Luft